# Plaça del Repartidor
La Plaça del Repartidor és una obra de l'Hospitalet de Llobregat (Barcelonès) inclosa a l'Inventari del Patrimoni Arquitectònic de Catalunya.

## Descripció
Plaça d'estructura triangular entre els carrers del centre, Riera de la Creu i Baró de Maldà. Elements de vegetació (plantes i arbres), gespa i una font. La seva funció és, actualment, essencialment magnificar la visió de l'edifici principal de la plaça (una oficina de correus noucentista) i la del punt de trobada davant els edificis públics -comissaria, correus, bancs...

## Història
Durant el segle xix la població de l'Hospitalet va créixer considerablement i la xarxa pública de subministrament d'aigua, consistent en dues fonts, va resultar insuficient. L'any 1867 es va construir el repartiment d'aigües, que venien d'una mina d'Esplugues canalitzades per obres que el baró de Maldà va fer executar des de la mina fins a la seva propietat, Can Xerricó. Des d'aquí es repartia l'aigua a cinc fonts de la ciutat.
Quan es va fer l'edifici de Correus, inaugurat l'any 1927, sent Tomás Giménez el batlle de la ciutat, es va restaurar la font i es va fer la plaça que la conté. En aquell any el general Primo de Rivera era el cap de govern a l'Estat.
Al Nomenclàtor publicat pel Centre d'Estudis de l'Hospitalet i per l'Ajuntament de l'Hospitalet hi ha els noms que va rebre aquesta plaça segons la formació política que exercís el poder, amb els detalls corresponents:
1923. Plaza del Repartidor
1927. Plaza de Tomàs Giménez
1930. Plaza de Correos
1931. Plaça de la República
1939. Plaza del general Mola
1979. Plaça del Repartidor